# Joseph von Steinius
Joseph Wilhelm C. von Steinius (* im 18. Jahrhundert in Österreich; † im 19. Jahrhundert in Österreich) war ein niederösterreichischer Beamter und Autor zweier Land-Schematismen über die Struktur und Verwaltung Niederösterreichs.

## Leben und Werk
Über sein Leben ist nur wenig bekannt und das Bekannte sehr lückenhaft. Sein Familienname dürfte Stein gewesen sein, den er, wie damals üblich, in latinisierter Form führte. Augenscheinlich ist auch, dass er jedenfalls 1822 ein landesfürstlicher Beamter gewesen sein muss, denn zuletzt scheint er im Hof- und Staats-Schematismus des Jahres 1822 als Kanzlist im Viertel ober dem Wienerwald auf. Unklar ist indes, ob er ident ist mit jenem Joseph Wilhelm v. Steinius, der im Jahr 1828 als Protokollist der Arbeits- und Besserungsanstalt in Wien vermerkt war.
Sein erster Landschematismus aus den Jahren 1795–1796 erschien noch ohne Nennung seiner Autorenschaft, aber mit einer Einleitung von W. F. Colloredo-Mannsfeld, in dem dieser den Kremser Buchhändler Anton Moestl als Verleger würdigt. Eine nicht genannte Person beschreibt sodann in einer Vorerinnerung den Zweck des Landschematismus als Behelf in amtlichen und privaten Angelegenheiten, für dessen Erstellung die Bewilligung des Landes sowie die Unterstützung der Kreisämter und anderer Beamter nötig war, womit aber die sichersten Quellen zur Verfügung standen. In einem weiteren Vorwort (auf Seite 24) wendet sich Anton Moestl an die vier Kreishauptleute und bedankt sich für die Unterstützung der Beamtenschaft. Hervorzuheben ist weiters der Anhang, wo in drei Abschnitten zunächst die Herrschaften dann die Inhaber der Herrschaften („Güterbesitzer“) und zuletzt die (leitenden) Beamten gelistet sind. Heute wird allgemein Joseph von Steinius als Hauptautor angenommen und das Werk in Bibliotheken entsprechend geführt.
Auch der zweite Landschematismus aus dem Jahr 1822 verweist nur knapp auf „J. W. C. v. Steinius“, k.k. Kreiskanzlist im Viertel ober dem Wienerwald, als seinen Verfasser. Im Vorwort lässt dieser ebenso kaum durchblicken, bereits in den Jahren 1795–1796 am Landschematismus mitgewirkt zu haben.

## Aufbau
Der Land-Schematismus von 1795/96 weist in einer rund 730 Seiten umfassenden Tabelle insgesamt knapp 10200 topografische Bezeichnungen aus, die mit zahlreichen Attributen versehen sind: Lage, Siedlungstyp, Häuserzahl, nächste Poststelle, Pfarre, Werbbezirk, Landgericht, Ortsobrigkeit und Grundherrschaften. Großes Augenmerk wird hierbei auf die zerstreuten und einschichtigen Häuser gelegt, die etwa die Hälfte der Einträge ausmachen
Im Land-Schematismus von 1822 werden auf 870 Seiten nur etwa 5000 topografische Bezeichnungen gelistet, diese dafür aber umso umfangreicher attributiert. Die Erweiterungen betreffen die Schule, das Patronat der Kirche, das Dekanat und die Konskriptionsherrschaft.

## Bedeutung
Die heutige Bedeutung hat vor allem eine historische Dimension. Die am Ende der Aufklärung und in der Zeit des Biedermeiers entstandenen Schematismen bieten Einblicke in die landesfürstlichen Verwaltungsstrukturen und in die herrschaftlichen Kanzleien, in deren übergeordneter Behörde Steinius arbeitete.

## Werke
- Topographischer Landschematismus: oder Aechtes Verzeichniß aller im Erzherzogthum Österreich unter der Enns befindlichen Ortschaften, als Städte, Märkte, Schlößer, Aemter, Dörfer, Rotten, und einschichtige Häuser, die ihre eigene Benennung haben, Anzahl der Häuser sowohl, wie auch die betreffenden Pfarren, Werbbezirke, Landgerichte, Ortsobrigkeiten, und Grundherrschaften, dann die nächsten Poststazionen, zur Abgabe der Briefe, zwei Bände, Verlag: Anton Moestl, privilegirter Buchhändler, Krems 1795–1796
- Topographischer Land-Schematismus oder Verzeichniß aller im Erzherzogthume Oesterreich unter der Enns befindlichen Ortschaften als Städte, Märkte, Schlösser, Ämter, Dörfer, Rotten und einzelne Häuser, die eigene Namen haben, Anzahl der Häuser sowohl, als der betreffenden Pfarren, Schulörter, Patronate, Decanate, Werbbezirke, Landgerichte, Ortsobrigkeiten, Grund- und Conscriptions-Herrschaften, dann der nächsten Poststationen zur Auf- und Abgabe der Briefe., zwei Bände, Verlag Anton Strauß, Wien 1822